# Banda espectral

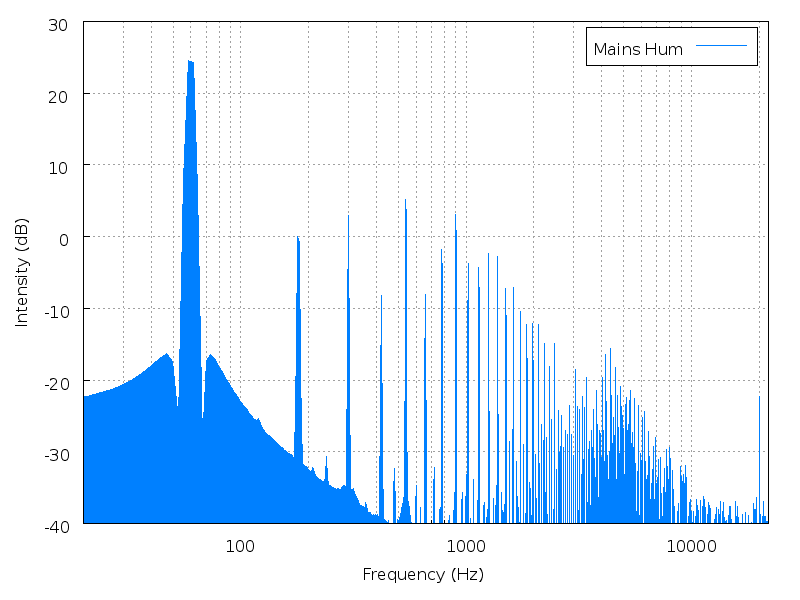
Um espectro com várias bandas

Bandas espectrais são regiões de um determinado espectro, possuindo uma faixa específica de comprimentos de onda ou frequências. Na maioria das vezes, refere-se a bandas eletromagnéticas, regiões do espectro eletromagnético.
Mais geralmente, as bandas espectrais também podem ser médias nos espectros de outros tipos de sinais, por exemplo, espectro de ruído. Uma banda de frequência é um intervalo no domínio da frequência, limitado por uma frequência inferior e uma frequência superior. Por exemplo, pode referir-se a uma banda de rádio, como os padrões de comunicação sem fio estabelecidos pela União Internacional de Telecomunicações.